# Facundo Tobares
Facundo Agustín Tobares (Puerto Santa Cruz, 23 marzo 2000) è un calciatore argentino, attaccante dell'Al-Muharraq.

## Carriera
Cresciuto nel settore giovanile dell'Aldosivi, debutta in prima squadra il 28 settembre 2019 in occasione dell'incontro di Primera División perso per 1-2 contro l'Unión (SF).

## Statistiche

### Presenze e reti nei club
Statistiche aggiornate al 4 dicembre 2022.
| Stagione        | Squadra         | Campionato      | Campionato | Campionato | Coppe nazionali | Coppe nazionali | Coppe nazionali | Coppe continentali | Coppe continentali | Coppe continentali | Altre coppe | Altre coppe | Altre coppe | Totale | Totale |
| Stagione        | Squadra         | Comp            | Pres       | Reti       | Comp            | Pres            | Reti            | Comp               | Pres               | Reti               | Comp        | Pres        | Reti        | Pres   | Reti   |
| --------------- | --------------- | --------------- | ---------- | ---------- | --------------- | --------------- | --------------- | ------------------ | ------------------ | ------------------ | ----------- | ----------- | ----------- | ------ | ------ |
| 2019-2020       | Aldosivi        | PD              | 1          | 0          | CA              | 1               | 0               |                    | -                  | -                  |             | -           | -           | 2      | 0      |
| 2020            | Aldosivi        |                 | -          | -          | CdL             | 3               | 0               |                    | -                  | -                  |             | -           | -           | 3      | 0      |
| 2021            | Aldosivi        | PD              | 0          | 0          | CA+CdL          | 0               | 0               |                    | -                  | -                  |             | -           | -           | 0      | 0      |
| 2022            | Aldosivi        | PD              | 5          | 0          | CA+CdL          | 1+0             | 1+0             |                    | -                  | -                  |             | -           | -           | 6      | 1      |
| Totale Aldosivi | Totale Aldosivi | Totale Aldosivi | 6          | 0          |                 | 5               | 1               |                    | -                  | -                  |             | -           | -           | 11     | 1      |
| Totale carriera | Totale carriera | Totale carriera | 6          | 0          |                 | 5               | 1               |                    | -                  | -                  |             | -           | -           | 11     | 1      |